# Lucas Yerobi
Lucas Ariel Yerobi (n. 31 de enero de 1984, Ushuaia, Provincia de Tierra del Fuego) es un piloto argentino de automovilismo de velocidad. Desarrolló su carrera compitiendo en distintas categorías de nivel nacional, llegando a proclamarse campeón en el año 2012 de la Clase 3 del Turismo Pista, al comando de una unidad Volkswagen Gol. Debutó profesionalmente en el año 2007, compitiendo en la categoría Fórmula 4 Nueva Generación, pasando luego a competir en forma sucesiva en el Turismo Pista, Turismo Nacional, Desafío Focus y el TC 2000.
En el año 2014, tras haberse consagrado campeón en 2012 de su Clase 3, retornó al Turismo Pista compitiendo por primera vez y en simultáneo en sus dos categorías. En la Clase 2 lo haría al comando de un Fiat Palio, mientras que en la Clase 3 lo hizo sobre un Volkswagen Gol. En el año 2015 debutó en la divisional TC 2000, fichando para la Escudería FE del expiloto Rubén Salerno. Allí competiría durante la segunda mitad del torneo al comando de un Volkswagen Vento II, con el cual alcanzaría un segundo puesto como mejor resultado. Tras estas actuaciones, en el año 2016 continuaría dentro del TC 2000, siendo convocado en esta oportunidad por el equipo DOP Racing para competir al comando de un Ford Focus III, sin embargo, tras tres fechas compitiendo en este equipo, decidió abandonar la categoría , retornando a mitad  de año a la Clase 3 del Turismo Pista, donde compitió al comando de un Renault Clio.

## Trayectoria
| Año  | Categoría                                            | Marca                |
| ---- | ---------------------------------------------------- | -------------------- |
| 2007 | Debut en Fórmula 4 Argentina                         | Crespi-Renault       |
| 2008 | Debut en Desafío Focus                               | Ford Focus I         |
| 2008 | Debut en TC Pista Mouras, 1 carrera                  | Dodge Cherokee       |
| 2008 | Debut en la Clase 2 del Turismo Nacional, 6 carreras | Renault Clio         |
| 2009 | Clase 2 del Turismo Nacional, 2 carreras             | Renault Clio         |
| 2010 | Debut en la Clase 3 del Turismo Pista                | Volkswagen Gol II    |
| 2011 | Debut en la Clase 3 del Turismo Nacional, 3 carreras | Ford Focus I         |
| 2011 | Clase 3 del Turismo Pista                            | Volkswagen Gol II    |
| 2012 | Campeón Clase 3 del Turismo Pista                    | Volkswagen Gol II    |
| 2012 | TC Pista Mouras, 2 carreras                          | Torino Cherokee      |
| 2013 | Debut en la Clase 2 del Turismo Pista                | Fiat Uno             |
| 2013 | Clase 2 del Turismo Nacional                         | Renault Clio         |
| 2013 | Clase 3 del Turismo Pista, 1 carrera                 | Volkswagen Gol II    |
| 2014 | Clase 2 del Turismo Pista, 2 carreras                | Fiat Palio           |
| 2014 | Clase 3 del Turismo Pista                            | Volkswagen Gol II    |
| 2015 | Clase 3 del Turismo Pista                            | Volkswagen Gol Trend |
| 2015 | Debut en TC 2000, 4 fechas                           | Volkswagen Vento II  |
| 2016 | TC 2000, 3 fechas                                    | Ford Focus III       |
| 2016 | Clase 3 del Turismo Pista                            | Renault Clio         |
| 2017 | Top Race Junior, 2 carreras                          | Volkswagen Vento II  |
| 2017 | Subcampeón Clase 3 del Turismo Pista                 | Renault Clio         |
| 2018 | Clase 3 del Turismo Pista                            | Renault Clio         |

- [9]

## Resultados

### TC Pista Mouras
| Año            | Año             | Fechas | Fechas | Fechas | Fechas | Fechas | Fechas | Fechas | Fechas | Fechas | Fechas | Fechas | Fechas | Fechas | Fechas | Posición final      |
| Equipo         | Automóvil       | Fechas | Fechas | Fechas | Fechas | Fechas | Fechas | Fechas | Fechas | Fechas | Fechas | Fechas | Fechas | Fechas | Fechas | Posición final      |
| -------------- | --------------- | ------ | ------ | ------ | ------ | ------ | ------ | ------ | ------ | ------ | ------ | ------ | ------ | ------ | ------ | ------------------- |
| 2008           | 2008            | 01     | 01     | 01     | 01     | 02     | 02     | 02     | 02     | 03     | 03     | 03     | 04     | 04     | 04     | 23.º (8.00 puntos)  |
| Propio         | Dodge Cherokee  | NP     | NP     | NP     | NP     | NP     | NP     | NP     | NP     | 7.º    | 7.º    | 7.º    | NP     | NP     | NP     | 23.º (8.00 puntos)  |
|                |                 |        |        |        |        |        |        |        |        |        |        |        |        |        |        |                     |
| 2012           | 2012            | 01     | 02     | 03     | 04     | 05     | 06     | 07     | 08     | 09     | 10     | 11     | 12     | 13     | 14     | 42.º (11.50 puntos) |
| FP Racing Team | Torino Cherokee | 8.º    | 15     | NP     | NP     | NP     | NP     | NP     | NP     | NP     | NP     | NP     | NP     | NP     | NP     | 42.º (11.50 puntos) |

### TC 2000
| Año  | Equipo       | Auto                | 1    | 2    | 3     | 4     | 5    | 6    | 7     | 8     | 9   | 10   | 11    | 12  | 13    | 14     | 15     | 16     | 17  | 18  | 19  | 20     | 21  | 22  | 23  | Res. | Puntos |
| ---- | ------------ | ------------------- | ---- | ---- | ----- | ----- | ---- | ---- | ----- | ----- | --- | ---- | ----- | --- | ----- | ------ | ------ | ------ | --- | --- | --- | ------ | --- | --- | --- | ---- | ------ |
| 2015 |              |                     | AG   | AG   | CON   | CON   | BA   | BA   | MER   | JUN   | JUN | LP I | LP I  | NDJ | RAF   | RAF    | LP II  | LP II  | SL  | SL  | RC  | RC     | CDU | CDU |     | 25.º | 29     |
| 2015 | Escudería FE | Volkswagen Vento II |      |      |       |       |      |      |       |       |     |      |       |     |       |        | Ret    | 21     | 18  | 10  | Ret | 2      | Ret | NL  |     | 25.º | 29     |
| 2016 |              |                     | SMM  | SMM  | CON I | CON I | BA I | BA I | SJO   | SJO   | LP  | LP   | CDU   | CDU | BA II | BA II  | CON II | CON II | RAF | RAF | AG  | RC     | RC  | PAR | PAR | 32.º | 5,5    |
| 2016 | DOP Racing   | Ford Focus III      | 14   | 16   | 9     | Ret   | 18   | Ex.  |       |       |     |      |       |     |       |        |        |        |     |     |     |        |     |     |     | 32.º | 5,5    |
| 2017 |              |                     | AG I | AG I | BA I  | BA I  | CDU  | CDU  | PAR I | PAR I | RC  | RC   | BA II | SL  | SL    | PAR II | PAR II | AG II  | SMM | CON | CON | BA III |     |     |     | -    | -      |
| 2017 | DTA Racing   | Peugeot 408 I       |      |      |       |       |      |      |       |       |     |      |       |     |       |        |        | 5      |     |     |     |        |     |     |     | -    | -      |

## Palmarés
| Título     | Categoría                 | Automóvil         | Año  |
| ---------- | ------------------------- | ----------------- | ---- |
| Campeón    | Clase 3 del Turismo Pista | Volkswagen Gol II | 2012 |
| Subcampeón | Clase 3 del Turismo Pista | Renault Clio      | 2017 |